# Massa (alimento)
Em culinária, o termo massa pode referir-se a um dos seguintes conceitos:
1. A mistura de farinha com líquidos usada para fazer pão,[1] bolos ou outros alimentos geralmente cozidos no forno, ou fritos como as panquecas, os crepes e os pastéis;
2. As massas alimentícias, como o espaguete, o macarrão,[2] o cuscus ou o min da culinária oriental, que são também feitas de massa de farinha e água (e, por vezes ovos), secas e depois fervidas em água;
3. A massa de farinha cozida em água da culinária africana.

## História
Sabe-se que a massa começou a ser preparada logo que o homem descobriu que podia moer alguns cereais, misturar com água e obter uma "pasta" (ou massa), que poderia depois ser cozida ou assada. É difícil dizer onde e quando isso aconteceu.
Textos de civilizações antigas relatam que os assírios e babilônios, por volta de 2500 a.C. já conheciam um produto cozido à base de cereais e água.
A primeira referência, e mais próxima ao Ocidente, da massa cozida está no Talmude de Jerusalém. O livro que traz as leis judaicas do século V a.C. Em Roma, no século VII a.C., comia-se uma papa de farinha cozida em água, chamada pultes. Com legumes e carne era chamada de puls púnica, com queijo fresco e mel, puls Júlia.

## Massa de pão

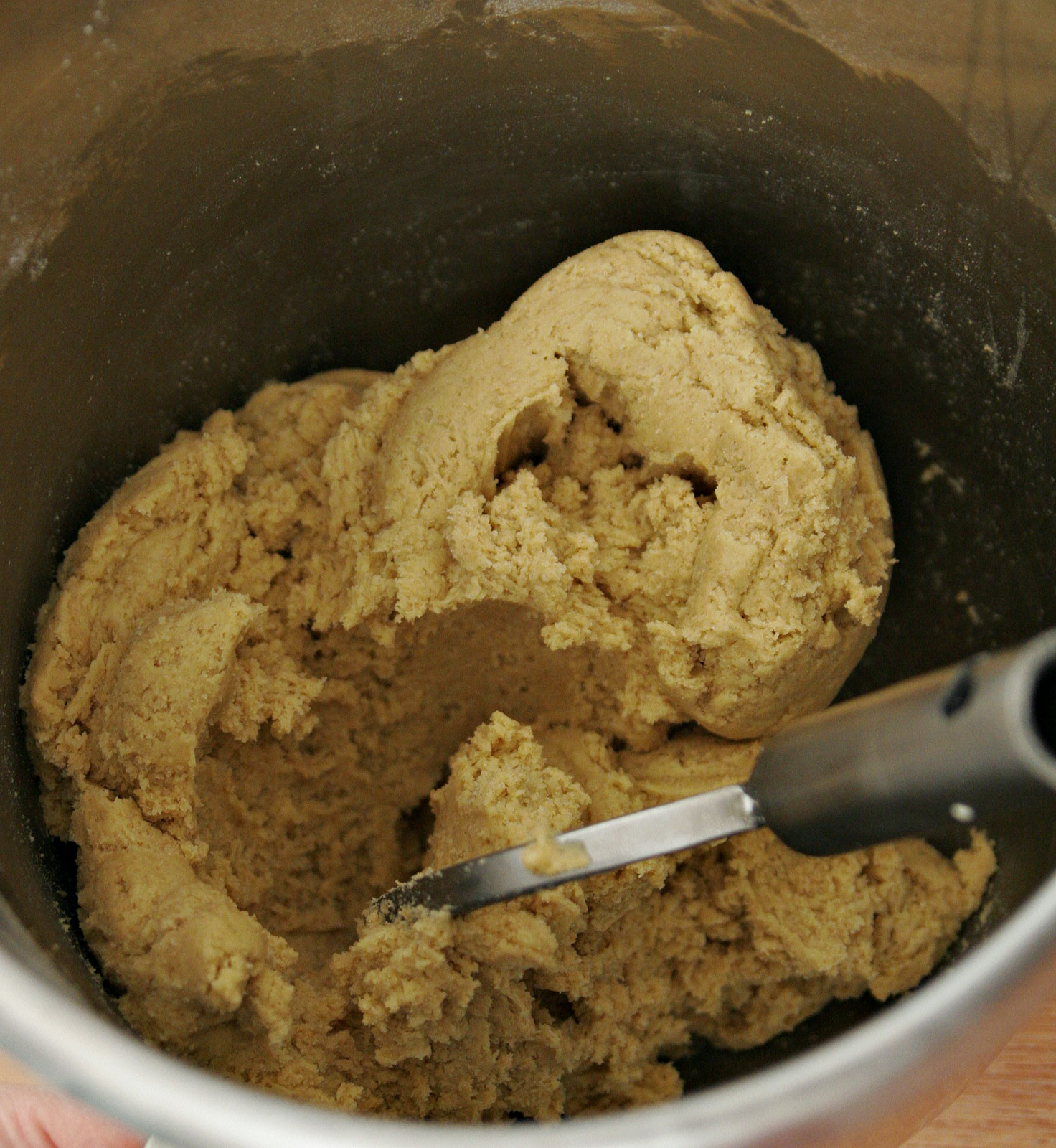
Massa

A massa para pão é basicamente uma mistura de farinha de um alimento, que pode ser trigo, centeio, lentilha ou outros, com água e sal, com uma consistência elástica que permite dar-lhe várias formas. A esta mistura básica podem acrescentar-se vários ingredientes, desde gordura a especiarias, passando por carne, geralmente curada e frutas secas ou cristalizadas, entre outros.
Existem dois tipos básicos de massa para pão:
- Massa lêveda, a que se acrescentou levedura ou fermento, que produz pães mais ou menos macios, em que a massa cozida tem espaços com ar, e
- Massa simples, sem fermentos, que produz pães geralmente achatados, mais consistentes.

## Massa para bolos
Os bolos e biscoitos são geralmente doces, pelo que a quantidade de açúcar é que faz a diferença entre um pão e um bolo. A massa para bolos e biscoitos é geralmente lêveda e o líquido principal pode ser leite ou óleo, em vez de água; para além disso, a massa para bolos leva muitas vezes ovos, frutas secas ou cristalizadas.

## Massas finas
Chamam-se massas finas às massas utilizadas para fazer pastéis, estendendo-se geralmente com o rolo da massa até ficar com a espessura desejada. Existem dois tipos básicos de massas finas:
1. A massa cozida, como a que é utilizada para fazer risoles; e a
2. Massa crua, que é basicamente igual à massa para pão, podendo igualmente ser lêveda ou simples.

Entre as massas finas, podem mencionar-se:
- massa tenra
- massa folhada

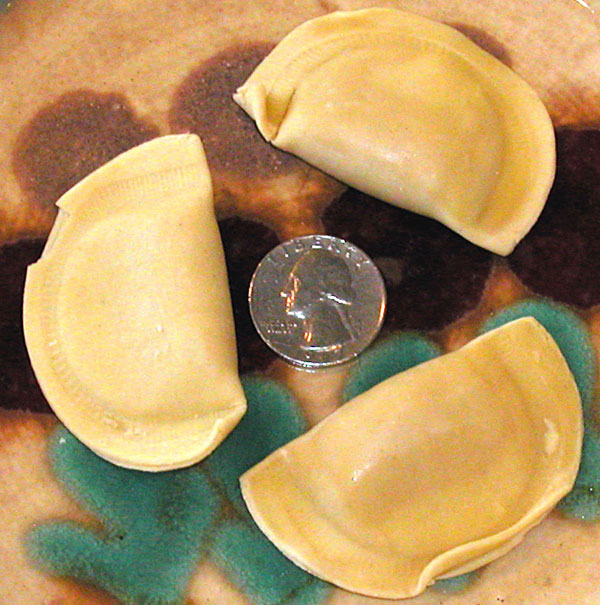
Cappelletti
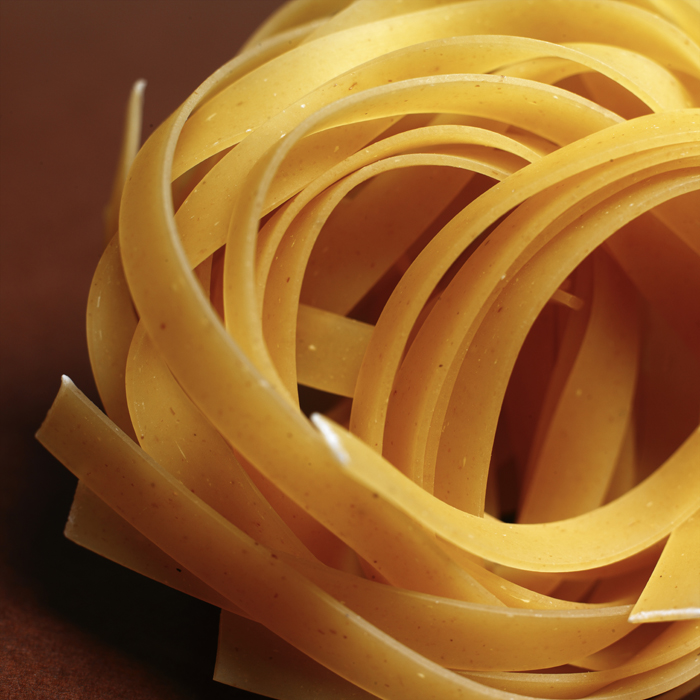
Macarrão
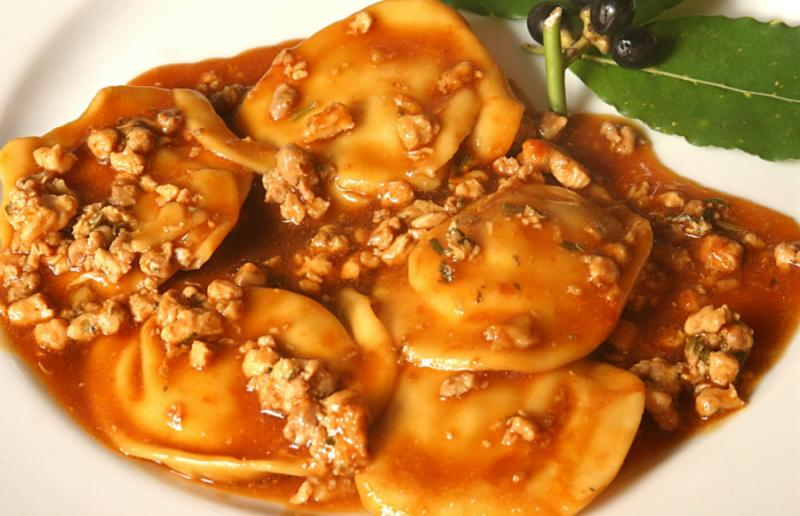
Ravioli
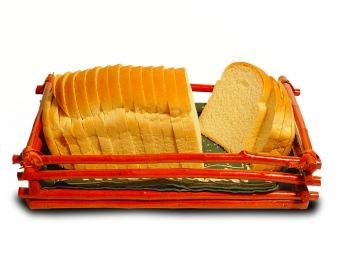
Pão
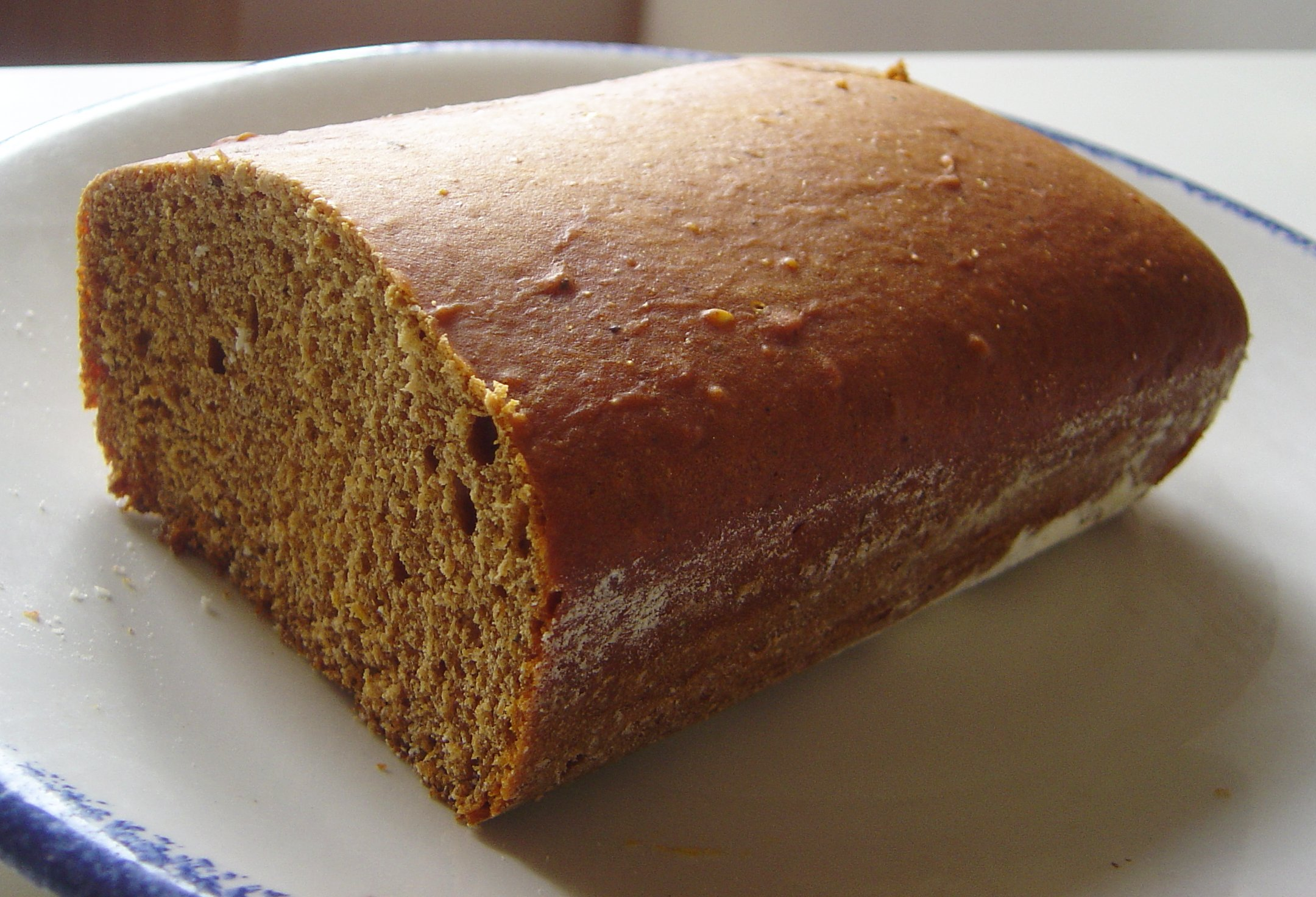
Bolo
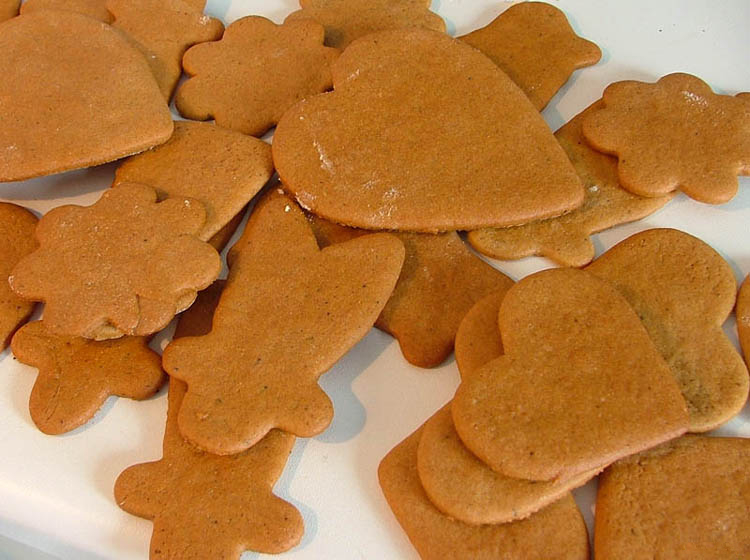
Biscoitos
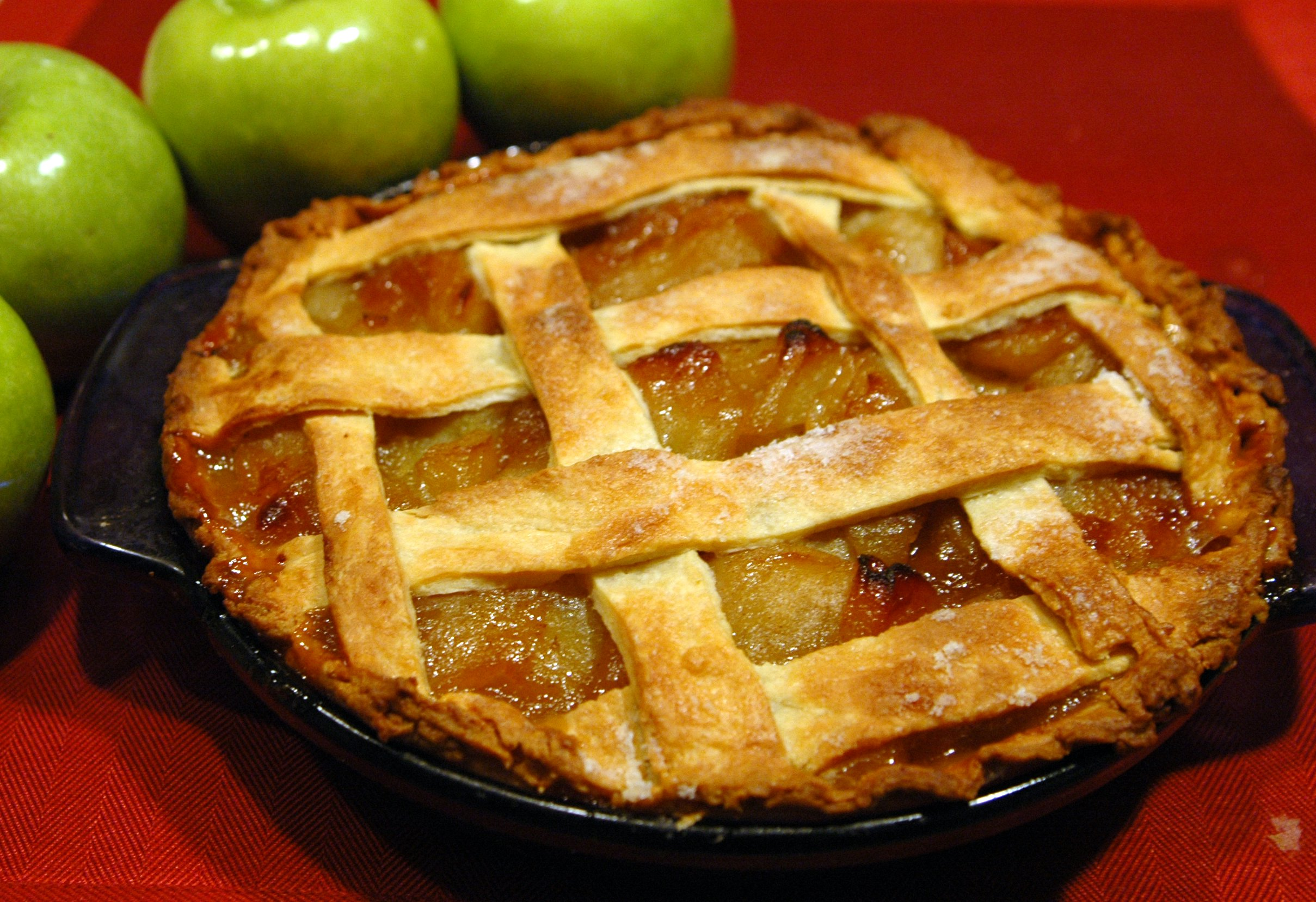
Torta
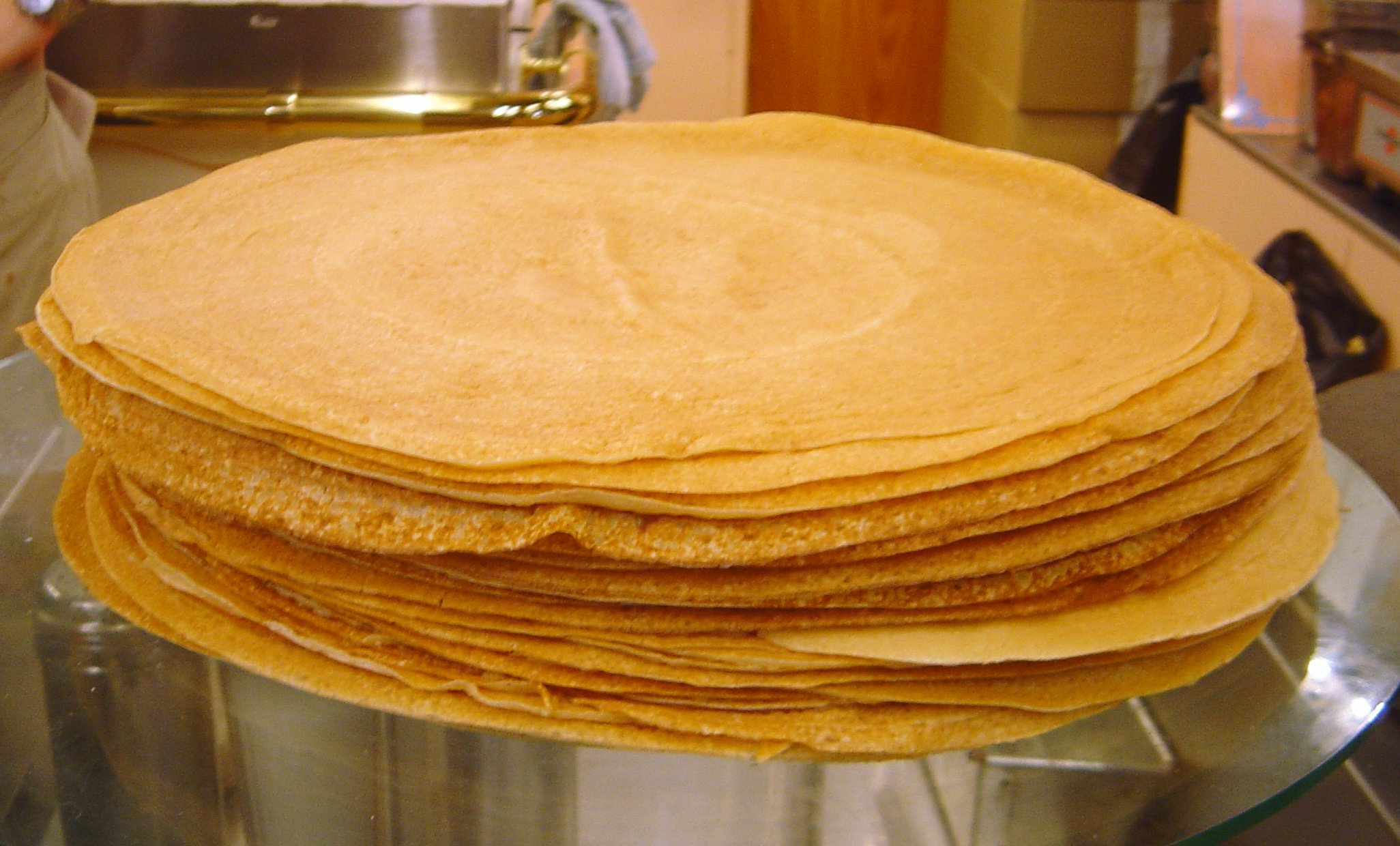
Crepe